# U-2327
U-2327 je bila nemška vojaška podmornica Kriegsmarine, ki je bila dejavna med drugo svetovno vojno.

## Zgodovina
Posadka je podmornico sama potopila 2. maja 1945 v Hamburgu; razbitino so po vojni dvignili in jo razrezali.

## Poveljniki
| Poveljniki |                                    |                  |                                |
| Št.        | Čin                                | Ime              | Poveljstvo                     |
| 1.         | Nadporočnik (Oberleutnant zur See) | Heinrich Mürl    | 19. avgust 1944 - februar 1948 |
| 2.         | Nadporočnik (Oberleutnant zur See) | Werner Müller    | februar 1945 - marec 1945      |
| 3.         | Nadporočnik (Oberleutnant zur See) | Hans-Walter Pahl | marec 1945 - 2. maj 1945       |
| 4.         | Nadporočnik (Oberleutnant zur See) | Hermann Schulz*  | 3. maj 1945 - 6. maj 1945      |

*: poveljeval le posadki, ne pa podmornici.

## Tehnični podatki
{{subst:Tip-}}